# Bir Bouhouche
Bir Bouhouche là một đô thị thuộc tỉnh Souk Ahras, Algérie. Dân số thời điểm năm 2002 là 5.552 người.